# University Canada West
University Canada West (abbreviata UCW) è un'università privata situata a Vancouver, nella provincia della Columbia Britannica, Canada. Fondata nel 2005 da David F. Strong, ex presidente dell'Università di Victoria, l'università offre programmi universitari e post-lauream in economia aziendale e management. Dal 2014, è della proprietà di Global University Systems. Con circa 14.000 studenti iscritti nel 2023, la University Canada West è tra le principali istituzioni canadesi per numero di permessi di studio internazionali.

## Storia

### Gli inizi (2005-2008)
University Canada West è stata fondata nel 2005 come università a scopo di lucro da David F. Strong e un gruppo di investitori. L'università mirava a fornire opportunità educative agli studenti della Columbia Britannica esclusi dalle università pubbliche e a servire il mercato dell'Asia Pacifica. Inizialmente, l'università prevedeva di raggiungere un'iscrizione di 3000 studenti. Fu la prima istituzione a scopo di lucro della Columbia Britannica autorizzata ad utilizzare il titolo di "università" grazie alla recente Degree Authorization Act. Le prime lauree offerte includevano economia e commercio, comunicazione, geografia, turismo ed economia, oltre a un Master in Business Administration (MBA), sebbene i corsi in geografia, turismo ed economia furono successivamente eliminati
Nel 2008 fu aperto un secondo campus a Vancouver.

### Il Gruppo Eminata (2008-2014)
Nel 2008, la University Canada West fu venduta al Gruppo Eminata. Durante questo periodo, l'università affrontò difficoltà finanziarie ed un calo delle iscrizioni, portando alla chiusura del campus di Victoria nel 2011. L'università fu oggetto di critiche da parte degli studenti e di inchieste da parte dei media, che evidenziarono problemi riguardanti la qualità dell'istruzione e la gestione dell'istituto. Nel 2012, numerosi studenti, docenti e laureati lamentarono che la University Canada West non fornisse un'educazione all'altezza delle aspettative. Tuttavia, l'università smentì queste affermazioni, sostenendo che molti dei suoi studenti avevano trovato impiego in posizioni di rilievo.

### Global University Systems (2014-presente)
Nel novembre 2014, la University Canada West fu acquistata dalla società olandese Global University Systems. 
A contribuire all’acquisizione nel 2011 è stato il Prof. Michele Vincenti, che insegna alla UCW dal 2005 ed è attualmente il capo dipartimento di "Leadership e Risorse Umane" per gli MBA, che ha informato la Global University Systems della possibilità di vendita dell'ateneo.
Con la nuova proprietà, l'iscrizione degli studenti è aumentata significativamente, con l'80% degli studenti provenienti dall'estero. Nel 2023, l'università ha raggiunto quasi 14.500 studenti, di cui oltre il 95% con permessi di studio internazionali. Nel 2020, UCW ha aperto un secondo campus, il Vancouver House, che può ospitare fino a 3.400 studenti.

## Campus
UCW ha sede presso il London Building, un edificio storico a dieci piani situato in West Pender Street a Vancouver, costruito originariamente nel 1912. Nel 2020 è stato inaugurato il nuovo campus Vancouver House, parte di un importante sviluppo architettonico riconosciuto a livello internazionale.

## Offerta formativa
L'università offre corsi di laurea e post-laurea, tra cui:
- Bachelor of Commerce (Laurea in Commercio).
- Bachelor of Arts in Business Communication (Laurea in Comunicazione d’Impresa).
- Master of Business Administration (MBA).

Questi programmi sono disponibili sia in presenza che da remoto. La University Canada West è accreditata dal Ministero dell'Istruzione Post-Secondaria della Columbia Britannica e ha ottenuto la certificazione Education Quality Assurance (EQA).
Inoltre, i programmi di economia aziendale della UCW sono accreditati dall'Accreditation Council for Business Schools and Programs (ACBSP).

## Governance
La struttura di governance di UCW è composta da un Consiglio di Amministrazione e un Senato (ex Consiglio Accademico). Il Consiglio di Amministrazione è responsabile delle decisioni strategiche e include membri esterni e rappresentanti del proprietario dell'università, Global University Systems. Il Senato è composto da rappresentanti del corpo docente, del personale, degli studenti e degli ex studenti
Cyndi McLeod è l’attuale presidente del Consiglio di Amministrazione. Nel 2023, il Consiglio Accademico è stato rinominato Senato. Ad ottobre del 2024, Sandra Song è stata nominata "Dean" della School of Arts, Science and Technology presso la University Canada West.
A febbraio 2025, Michele Vincenti è stato nominato "Associate Dean" per gli Studi Post-Laurea presso la stessa università, diventando la prima persona nella storia dell’ateneo a ricoprire tale incarico.